# بيل كلانسي
بيل كلانسي (بالإنجليزية: Bill Clancy)‏ هو لاعب كرة قاعدة أمريكي، ولد في 12 أبريل 1879 في Redfield, New York ‏ في الولايات المتحدة، وتوفي في 10 فبراير 1948 في أوريسكاني في الولايات المتحدة.

## وصلات خارجية
- بيل كلانسي على موقعبيزبول رفرنس.كوم (الدوري الرئيسي) (الإنجليزية)
- بيل كلانسي على موقعبيزبول رفرنس.كوم (الدوري الثانوي) (الإنجليزية)